# 1959 год в кино

## Фильмы

### Мировое кино
- «Анатомия убийства» / Anatomy of a Murder, США, Драма (реж. Отто Премингер)
- «Бен-Гур» / Ben-Hur, США, Боевик (реж. Уильям Уайлер)
- «Бенгальский тигр» / Der Tiger von Eschnapur, ФРГ-Франция-Италия, Приключения (реж. Фриц Ланг)
- «Бумажные цветы» / Kaagaz Ke Phool, Индия (реж. Гуру Датт)
- «В джазе только девушки или Некоторые любят погорячее» / Some Like it Hot, США, Комедия (реж. Билли Уайлдер)
- «Гиджет» / Gidget, США, Комедия (реж. Пол Уэндкос)
- «Головой об стену» / La Tête contre les murs, Франция, Драма (реж. Жорж Франжю)
- «Двойной поворот ключа» / A Double Tour, Франция, Детектив (реж. Клод Шаброль)
- «Загадочный пассажир» / Pociąg, Польша, триллер (реж. Ежи Кавалерович)
- «Зелёные поместья» / Green Mansions, США, Мелодрама (реж. Мел Феррер)
- «Индийская гробница» / Das Indische Grabmal, ФРГ-Франция-Италия, Приключения (реж. Фриц Ланг)
- «История монахини» / The Nun’s Story, США, Драма (реж. Фред Циннеман)
- «К северу через северо-запад» / North by Northwest, США, Триллер (реж. Альфред Хичкок)
- «Кавалеристы» / The Horse Soldiers, США, Приключения (реж. Джон Форд)
- «Карманник» / Pickpocket, Франция, Драма (реж. Робер Брессон)
- «Кузены» / Les Cousins, Франция, Драма (реж. Клод Шаброль)
- «Мир Апу» / Apur Sansar, Индия (реж. Сатьяджит Рай)
- «Мумия» / The Mummy, Великобритания, Ужасы (реж. Теренс Фишер)
- «На берегах одной реки» / Chung một dòng sông, Северный Вьетнам, Мелодрама (реж. Хонг Нги, Фам Хьеу Зан)
- «Наш человек в Гаване» / Our Man in Havana, Великобритания, Комедия (реж. Кэрол Рид)
- «Опасные связи» / Les Liaisons Dangereuses, Франция, Драма (реж. Роже Вадим)
- «План 9 из открытого космоса» / Plan 9 from Outer Space, США, Ужасы (реж. Эдвард Вуд младший)
- «Проклятая путаница» / Un maledetto imbroglio, Италия, Детектив (реж. Пьетро Джерми)
- «Прохвосты» / I Tartassati Fripouillard et Cie, Франция, Комедия (реж. Стено)
- «Рио Браво» / Rio Bravo, США, Вестерн (реж. Говард Хоукс)
- «Собака Баскервилей» / The Hound of Baskervilles, Великобритания, Ужасы (реж. Теренс Фишер)
- «Соломон и царица Савская» / Solomon And Sheba, США, Драма (реж. Кинг Видор)
- «Спящая красавица» / Sleeping Beauty, США, Мультфильм (реж. Клайд Джероними)
- «Тени» / Shadows, США, Драма (реж. Джон Кассаветис)
- «Тото в Мадриде» / Toto, Eva e il pennello proibito Un coup fumant, Франция, Комедия (реж. Стено)
- «Хиросима, любовь моя» / Hiroshima, Mon Amour, Франция-Япония, Драма (реж. Ален Рене)
- «Четыреста ударов» / Les Quatre Cents Coups, Франция, Драма (реж. Франсуа Трюффо)
- «Чёрный Орфей» / Orfeu da Conceição, Франция-Италия-Бразилия, Драма (реж. Марсель Камю)

### Советское кино

#### Фильмы Азербайджанской ССР
- Тайна одной крепости (реж. Али-Саттар Атакишиев).

#### Фильмы БССР
- «Девочка ищет отца», (реж. Лев Голуб)
- «Любовью надо дорожить»
- «Строгая женщина»

#### Фильмы Грузинской ССР
- «Где твоё счастье, Мзия?» (р / п. Константин Пипинашвили).
- «Майя из Цхнети» (р / п. Резо Чхеидзе).
- «Нино» (р / п. Лео Эсакия).
- «Случай на плотине» (р / п. Леван Хотивари).
- «Цветок на снегу» (р / п. Шота Манагадзе).

#### Фильмы Литовской ССР
- «Адам хочет быть человеком», (реж. Витаутас Жалакявичус).

#### Фильмы Молдавской ССР
- «Колыбельная» (р / п. Михаил Калик).

#### Фильмы РСФСР
- «Аннушка», (реж. Борис Барнет)
- «Баллада о солдате», (реж. Григорий Чухрай)
- «Белые ночи», (реж. Иван Пырьев)
- «В дождь и в солнце», (реж. Герберт Раппапорт)
- «В степной тиши», (реж. Сергей Казаков)
- «В твоих руках жизнь», (реж. Николай Розанцев)
- «Василий Суриков», (реж. Анатолий Рыбаков)
- «Верные сердца», (реж. Борис Долин)
- «Всё начинается с дороги», (реж. Николай Досталь, Виллен Азаров).
- «Горячая душа», (реж. Евгений Немченко)
- «Дорога жизни», (реж. Хуат Абусеитов)
- «Дорога уходит вдаль», (реж. Анатолий Вехотко)
- «Друзья-товарищи», (реж. Валентин Павловский)
- «Его поколение», (реж. Игорь Бжеский, Карл Гаккель)
- «Если любишь…», (реж. Валентин Пархоменко)
- «Жеребёнок», (реж. Владимир Фетин)
- «Жестокость», (реж. Владимир Скуйбин)
- «Заре навстречу», (реж. Татьяна Лукашевич)
- «Звероловы», (реж. Глеб Нифонтов)
- «Золотой дом», (реж. Владимир Басов)
- «Золотой эшелон», (реж. Илья Гурин)
- «Илзе», (реж. Роланд Калныньш)
- «Капитанская дочка», (реж. Владимир Каплуновский)
- «Катя-Катюша», (реж. Григорий Липшиц)
- «Косолапый друг», (реж. Владимир Сухобоков)
- «Любовью надо дорожить», (реж. Сергей Сплошнов)
- «Любой ценой», (реж. Анатолий Слесаренко)
- «Люди голубых рек», (реж. Андрей Апсолон)
- «Люди на мосту», (реж. Александр Зархи)
- «Марья-искусница», (реж. Александр Роу)
- «Меч и роза», (реж. Леонид Лейманис)
- «Мечты сбываются», (реж. Михаил Винярский)
- «Не имей 100 рублей…», (реж. Геннадий Казанский)
- «Необыкновенное путешествие Мишки Стрекачёва», (реж. Илья Фрэз)
- «Неоплаченный долг», (реж. Владимир Шредель)
- «Неотправленное письмо», (реж. Михаил Калатозов)
- «Неподдающиеся», (реж. Юрий Чулюкин)
- «Отчий дом», (реж. Лев Кулиджанов)
- «Песня о Кольцове», (реж. Владимир Герасимов)
- «Поднятая целина», (реж. Александр Иванов)
- «Сверстницы», (реж. Василий Ордынский)
- «Ссора в Лукашах», (реж. Максим Руф)
- «Судьба человека», (реж. Сергей Бондарчук)
- «Тоже люди», (реж. Георгий Данелия)
- «Хованщина», (реж. Вера Строева)
- «Шинель», (реж. Алексей Баталов)

#### Фильмы совместных производителей

##### Двух киностудий, а также двух союзных республик
- «Сегодня увольнения не будет», (ВГИК совм. с Гостелерадио) (реж. Андрей Тарковский и Александр Гордон)

##### Двух стран
- «Майские звёзды», (совм. с ЧССР; Баррандов) (реж. Станислав Ростоцкий)

#### Фильмы УССР
- «Григорий Сковорода» (реж. Иван Кавалеридзе).
- «День первый, день последний» (реж. Юрий Ляшенко).
- «Жажда» (р / п. Евгений Ташков).
- «Зелёный фургон» (р / п. Генрих Габай).
- «Иванна» (р / п. Виктор Ивченко).
- «Исправленному верить» (р / п. Виктор Жилин).
- «Как поссорился Иван Иванович с Иваном Никифоровичем» (р / п. Владимир Карасёв).
- «Лилея» (р / п. Вахтанг Вронский и Василий Лапокниш).

### Телесериалы

#### Латиноамериканские телесериалы

##### Мексика
- Моя жена разводится
- Тайна
- Тереса
- Узы любви
- Цена небес
- Элиса

## Лидеры проката
- «Судьба человека», (режиссёр Сергей Бондарчук) — 5 место, 39 250 000 зрителей

## Знаменательные события
- В Северном Вьетнаме выпущен первый художественный фильм «На берегах одной реки».

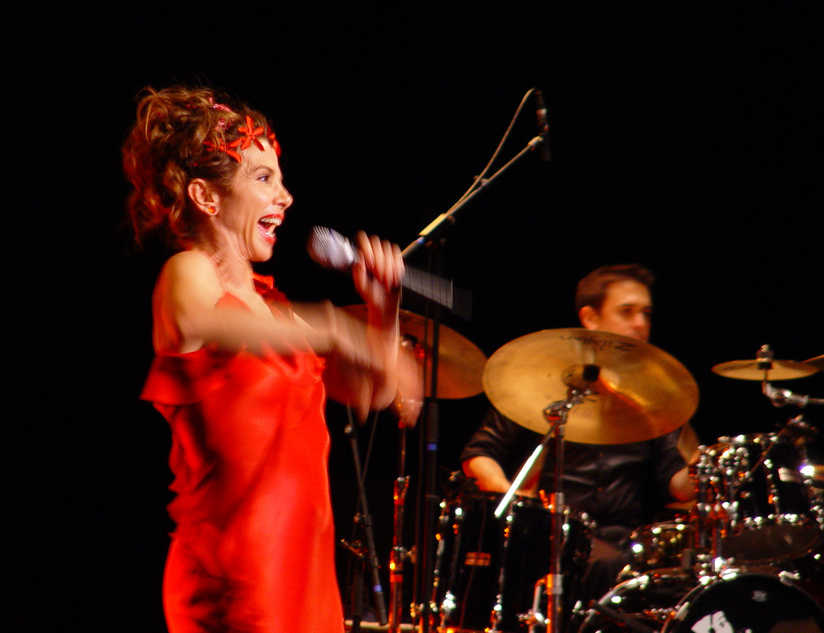
Виктория Абриль (2006)

## Персоналии

### Родились
- 4 января — Вэнити (Дэниз Мэтьюз), канадская певица и актриса.
- 12 января — Ральф Мёллер, немецкий культурист и киноактёр.
- 24 февраля — Бет Бродерик, американская актриса.
- 24 февраля — Влади́мир Ви́кторович Горя́нский, украинский киноактёр и телеведущий, Народный артист Украины.
- 24 февраля — Джузеппе Джильиороссо (итал. Giuseppe Gigliorosso), итальянский режиссёр и сценарист.
- 24 февраля — Инма де Сантис (исп. Inma de Santis), испанская актриса (ум. 1989).
- 24 февраля — Лучано Миеле (англ. Luciano Miele), итальянский и американский актёр.[1]
- 24 февраля — Майк Уитни (англ. Mike Whitney), австралийский телеведущий и бывший игрок в крикет.
- 24 февраля — Мон Сантисо (исп. Mon Santiso), испанский и галисийский журналист, телеведущий и актёр.
- 24 февраля — Николай Дмитриевич Игнатьев — российский актёр, Заслуженный артист России.
- 24 февраля — Оуэн Глейберман, американский кинокритик.
- 25 февраля — Алексей Балабанов — российский кинорежиссёр, сценарист и актёр.
- 27 апреля — Марина Левтова — советская и российская актриса театра и кино.
- 23 мая — Лариса Гузеева — советская и российская актриса театра и кино, заслуженная артистка РФ.
- 4 июля — Виктория Абриль — испанская актриса.
- 10 ноября — Маккензи Филлипс — американская актриса и певица.

### Скончались
- 14 мая — Иван Николаевич Перестиани (род. 13 апреля 1870), актёр и режиссёр русского и советского немого и звукового кино.